# Steinzeitliche Siedlung von Großgartach
Die steinzeitliche Siedlung von Großgartach – einem Teilort der Gemeinde Leingarten im Landkreis Heilbronn – war eine durch die Neolithische Revolution in der Mitte des 6. Jahrtausends v. Chr. entstandene Siedlung der Jungsteinzeit (Neolithikum) mit großen Langhäusern, die vermutlich bis in die zweite Hälfte des 5. Jahrtausends v. Chr. existierte. Die aufgefundene Keramik gehört hauptsächlich in die bandkeramische Kultur und in den nachfolgenden Kulturenkomplex Hinkelstein-Großgartach-Rössen.

## Geschichte
Fundstücke aus dem Mesolithikum (Mittelsteinzeit) bezeugen Lagerplätze der Jäger und Sammler am Heuchelberg. Im Frühneolithikum, auch Altneolithikum genannt, von ca. 5500 bis etwa 4900 v. Chr. vollzog sich im Heilbronner Raum die sogenannte Neolithische Revolution. Ackerbau und Viehzucht ermöglichten jetzt ein sesshaftes Leben in dauerhaften Wohnstätten. Das Klima war etwas wärmer und feuchter als heute, und das Siedlungsgebiet mit lichtem Eichenmischwald auf Lössflächen bot günstige Bedingungen. Emmer, Einkorn, Gerste, Erbsen, Linsen, Mohn und Flachs wurden angebaut; Rinder, Schweine, Schafe und Ziegen hielt man als Nutztiere, Pferde und Geflügel offenbar nicht. Erlegtes Wild trug nur mit etwa 1 % zur Ernährung bei. Man stellte Tongefäße her und geschliffene Steinbeile. Die Ornamente auf den Gefäßen gaben der bäuerlichen Kultur dieser Zeit den Namen Linearbandkeramik. Das durch Nahrungsmittelproduktion und Vorratshaltung bewirkte neolithische Wirtschaftswunder brachte eine Bevölkerungsexplosion und damit einhergehend auch Konflikte, selbst kriegerische Überfälle wie in Talheim. Entlang des Neckars und auf den leicht geneigten Hängen seiner Seitentäler reihten sich kleine Weiler; rund dreihundert Siedlungen sind aus dieser Zeit bekannt. Die Häuser aus Holz und Lehm sind etwa 5 bis 8 m breit und bis zu 30 m lang; sie dienten einer sieben- bis neunköpfigen Familie als Wohn-, Schlaf- und Arbeitsstätte. Die Zahl der aufgefundenen Gräber ist sehr gering, Friedhöfe sind im Heilbronner Raum nicht bekannt. In Großgartach wurden einzelne Gräber geborgen. Die Toten wurden in der Regel auf der Seite liegend mit angezogenen Armen und Beinen in Hockerstellung bestattet. Als Grabbeigaben erhielten sie Keramikgefäße, Geräte aus Stein, Knochen oder Geweih sowie Schmuck aus Muschelschalen oder Schneckenhäusern.
Aus dem Mittelneolithikum von ca. 4900 bis etwa 4300 v. Chr. sind im Raum Heilbronn nur noch knapp zweihundert Siedlungen bekannt. Die bandkeramische Kultur hatte sich in der ersten Hälfte des 5. Jahrtausends v. Chr. in regionale Gruppen aufgeteilt, die nach Fundorten benannt sind: Hinkelstein-Gruppe, Großgartacher Kultur und Rössener Kultur; sie werden als Kulturensequenz zusammengefasst. Eine reiche Verzierung der Gefäße mit eingestochenen Mustern ist für sie charakteristisch.
Im Jungneolithikum zwischen ca. 4300 bis etwa 3500 v. Chr. entstanden auch im Raum Heilbronn in geschützten Hochlagen kompakte Weiler der Schnurkeramiker mit kleinen Häusern. Die Zahl der Siedlungen mit den großen Langhäusern in den Lössgebieten des Heilbronner Raums verringerte sich auf rund siebzig. Unter einer Grube mit der Asche von verbrannten Toten aus der Hallstattzeit entdeckte man ein rechteckiges Hockergrab westlich der Heuchelberger Warte in einem Grabhügel der Schnurkeramiker. Das Skelett lag auf der linken Seite in Nord-Süd-Richtung. Als Beigabe hatte der Tote eine schnurkeramische Vase und zwei flache Steinbeile.

## Forschungsgeschichte

### Ausgrabungen unter Alfred Schliz
1898 wurde dem Heilbronner Arzt Alfred Schliz (1849–1915), damals Vorsitzender des Historischen Vereins Heilbronn, ein Serpentinbeil zum Kauf angeboten. An der aufgesuchten Fundstelle im Stumpfwörschig bei Großgartach begann 1899 seine 13 Jahre andauernde Grabungstätigkeit. Der Ingenieur Albrecht Bonnet mit Erfahrung durch die Ausgrabungen auf dem Michaelsberg bei Untergrombach unterstützte ihn. Unterhalb der Humusschicht eines Ackers entdeckten sie, zwischen 80 und 120 cm tief, Grundrisse eines 5,35 × 5,80 m großen Gebäudes, so glaubten sie. Vom Eingang im Nordwesten kam man entlang einer Lehmwand und einer Aschengrube über eine absteigende Rampe ihrer Meinung nach in den Küchenraum mit einer tiefen Herdgrube, die mit Bruchstücken von Mahlsteinen und Tierknochen gefüllt war. Wenig oberhalb dieser Ebene befand sich, so schien es, seitlich der Wohn- und Schlafraum mit Lehmbänken an den Schmalseiten. Nach der Vorstellung von Alfred Schliz wurden die Wohnhäuser im Neolithikum zum Schutz vor der Witterung in den Untergrund gebaut. In seiner 1901 publizierten Monographie Das steinzeitliche Dorf Großgartach (s. Literatur) präsentiert er seine gewonnenen Erkenntnisse archäologisch interessierten Kreisen.
Die Keramikfunde in den Fluren von Großgartach gehören hauptsächlich zur bandkeramischen Kultur. Im Wesentlichen war es einfaches Gebrauchsgeschirr, fast nicht verziert und von grober Machart. Ein Gefäß in der Lage Mühlpfad und Keramikscherben im Stumpfwörschig III zählt man zur Hinkelstein-Gruppe, die im Heilbronner Raum unter anderem auch durch Funde in Böckingen, Lauffen und Ilsfeld gut bezeugt ist. Die Hauptfundstellen für die Großgartacher Kultur waren die Plätze Stumpfwörschig I, Wasen III und Heilbronner Bild. Keramik der Rössener Kultur entdeckte man hauptsächlich im Wasen I und II. Die Wohnplätze mit Keramikfunden aus verschiedenen Epochen waren nicht zur gleichen Zeit besiedelt. Form und Verzierung der Tongefäße entwickelten sich in vielen Generationen und ihre Verschiedenartigkeit beweist den langen Zeitraum der Besiedlung.
Etwa 90 Fundstellen hat Alfred Schliz untersucht und meist auch ergraben. Eine Grundrissgestaltung, die nicht der seines vermuteten Wohnhauses entsprach, ordnete er unterschiedlichen Gebäudetypen zu: Gesindehäusern, Feldscheunen, Kleinbauten, Vorratshäusern und Junggesellenbuden für die Hirten. Für ihn standen auf den Fundplätzen Einzelgehöfte oder kleine Weiler, die insgesamt ein steinzeitliches Haufendorf bildeten. Ein zum Dorf gehörendes Gräberfeld entdeckte er nicht, nur einzelne Skelettfunde in den Lagen Wasen und Fuchsloch. Spuren einer gewaltsamen Vertreibung der Siedler oder einer Zerstörung des Dorfes durch einen Brand bemerkte er nicht. Im Westen, am Massenbacher Krautweg, verhinderte die Landesgrenze zwischen Württemberg und Baden Grabungen im badischen Schluchtern.

### Neuere Erkenntnisse
1990/1991 wurde in Bad Friedrichshall-Kochendorf eine 8 ha große Fläche komplett archäologisch untersucht. In bandkeramischer Zeit und im nachfolgenden Mittelneolithikum stand hier eine Siedlung, die einen Vergleich mit der Siedlung von Großgartach erlaubt. In Kochendorf zeigte sich eine mehrgliedrige Palisadenanlage, die Schliz in Großgartach mit seiner Grabungsmethode nicht erkannt hat. Er hatte sich auf die fundreichen Mittelbereiche einer oberflächlich erkennbaren Fundstelle konzentriert und konnte nach der Bonnet-Schlizschen Grabungsmethode, bei der die begrenzte Stelle von oben nach unten schichtweise durchsucht wurde, die häufigen Grubenüberschneidungen nicht erkennen. Lösskeile zwischen zwei sich überschneidenden Gruben deutete er als Lehmbänke und tiefe Gruben waren für ihn Herdgruben. Auch Befundüberschneidungen blieben unerkannt: Schliz schienen Scherben der Bandkeramik und solche vom Großgartacher Typ zeitgleich. Außerdem schenkte Schliz dem Fund von verziegeltem Lehm keine Beachtung: In Großgartach waren, wie in Kochendorf, alle Häuser in Pfostenbauweise errichtet und das Rutengeflecht der Außenwände mit Hüttenlehm bestrichen, der nach einem Brand ziegelhart Jahrtausende überdauert; die Gebäude in Großgartach wurden ebenfalls durch einen Brand zerstört. Die von Schliz beschriebenen eingetieften Grubenhäuser gab es nicht und auch die dargestellten Innenbauten sind in Kochendorf nicht bekannt.
Im Winter 1994/1995 führte das Landesamt für Denkmalpflege Baden-Württemberg im Stumpfwörschig erstmals seit Schliz in Großgartach wieder archäologische Untersuchungen durch. Die Ausgräber stießen auf Siedlungsgruben aus bandkeramischer und mittelneolithischer Zeit sowie auf Spuren der Ausgrabungen von Alfred Schliz. Die Auswertung der von ihm notierten Fundstellen und die Fundverteilung der neuen Grabungen ergaben, dass es bei Großgartach mindestens zwei voneinander unabhängige neolithische Siedlungen gab.
2012 erkannten die Städtischen Museen Heilbronn, dass die bei den Erschließungsarbeiten des Bauabschnitts Kappmannsgrund II am südlichen Ortsrand von Großgartach geborgenen bandkeramischen Fundstücke nicht zur bekannten archäologischen Fundstelle Kappmannsgrund gehören, sondern nach einer etwa 200 m breiten, weitgehend fundfreien Lücke eine eigene Fundstelle bilden. Sie war sicherlich ein Teil der westlich der Nordheimer Straße gelegenen Besiedlung im Flurstück Klingelweg, die spätestens am Ende der ältesten Bandkeramik (ca. 5400 v. Chr.) abbricht. In der Baugrube des ersten Gebäudes nach dem Zwischenraum (Sudetenstraße 9) stammen die Funde ebenfalls nur aus der ältesten bandkeramischen Kultur und nicht aus den nachfolgenden Stilphasen, wie in der Fundstelle Kappmannsgrund. Auf der Wandscherbe eines feinkeramischen Kumpfes befindet sich die Protome eines Ziegenkopfs. Der Kopf dieser äußerst seltenen Tierkopfprotome ist dreieckig mit einer gerundeten Kinnpartie und sitzt auf der Spitze einer A-Spirale eines Verzierungsrests. Die Hörner sind abgebrochen und die Schnauze ist beschädigt. Es handelt sich um eine Protome aus der jüngeren Hälfte der ältesten Linearbandkeramik (5450/5500 v. Chr.). Zwei ähnliche Stücke wurden in Bad Nauheim-Niedermörlen gefunden.